# Vicariat apostolique de Brunei
Le vicariat apostolique de Brunei (en latin : vicariatus apostolicus Bruneiensis ; en anglais : apostolic vicariate of Brunei) est une église particulière de l'Église catholique au Brunei. Exempt, il relève immédiatement du Saint-Siège. Il est membre de la Conférence des évêques de Malaisie, Singapour et Brunei.

## Territoire
Le vicariat de Brunei est situé dans le nord de l’île de Bornéo, une des Grandes îles de la Sonde de l'Insulinde, en Asie du Sud-Est.
Il couvre le sultanat de Brunei.

## Histoire
La préfecture apostolique de Brunei est érigée le 21 novembre 1997, par la constitution apostolique Constat in finibus du pape Jean-Paul II.
Par la constitution apostolique Ad aptius consulendum du 20 octobre 2004, Jean-Paul II élève la préfecture apostolique au rang de vicariat apostolique.

## Église principale
L'église Notre-Dame de l'Assomption de Bandar Seri Begawan, dédiée à l'Assomption de sainte Marie, est l'église principale du vicariat apostolique.

## Ordinaires

### Préfet apostolique de Brunei
- 1997-2004 : Cornelius Sim[4]

### Vicaire apostolique de Brunei
- 2004-2021 : Cornelius Sim